# Kliment Andrejevics Kolesznyikov
Kliment Andrejevics Kolesznyikov (Moszkva, 2000. július 9. –) háromszoros Európa-bajnok, hatszoros ifjúsági olimpiai bajnok orosz úszó.

## Pályafutása
Kolesznyikov 2000. július 9-én született Moszkvában. Édesapja háromévesen vitte be először úszómedencébe, majd hatévesen kezdett el úszóedzéseket venni. Első nemzetközi versenyére 2014-ben került sor, mely után döntött úgy, hogy komolyabban (professzionális szinten) kezd az úszással foglalkozni.
Tizenöt éves korában lett a 2015-ös európai ifjúsági olimpiai fesztivál bajnoka a 4 × 100 méteres gyorsúszás döntőjét követően. 2016-ban, a hódmezővásárhelyi junior úszó-Európa-bajnokságon négy érmet nyert, két aranyat 50 és 100 méter háton – mindkétszer junior világrekordot állítva fel –, és két ezüstöt a 4 × 100 méteres vegyes váltóval, valamint a vegyes 4 × 100 méteres vegyes váltóval.
Egy évvel később, a Netánjában rendezett junior Európa-bajnokságon hét érmet gyűjtött be, két aranyat (50 és 200 m hát), négy ezüstöt (100 m hát, 4 × 100 m vegyes, vegyes 4 × 100 m gyors és vegyes), valamint egy bronzot (4 × 100 m gyors). Még ugyanebben az évben a koppenhágai rövid pályás Európa-bajnokság 200 méteres hát döntőjében – junior világrekorddal – aranyérmet szerzett, csakúgy mint 100 méter háton. Aranyérmeit később – mint az orosz férfi 4 × 50 méteres gyors és vegyes váltó tagja – megtoldotta még kettővel.
2018-ban, a Helsinkiben zajló junior Eb-t nyolc éremmel zárta, hat arannyal és két ezüsttel (50, 100 és 200 m hát, 4 × 100 m gyors és vegyes, vegyes 4 × 100 m gyors, illetve 50 m gyors, 4 × 200 m gyors). A glasgow-i úszó-Európa-bajnokságon, a férfiak 50 méteres hátúszás finisében – 24,00-s világcsúccsal – aranyérmes lett, junior-világcsúccsal (52,53-as idővel) pedig a 100 méter hát döntőjét is megnyerte. A férfi váltóval az első helyen végzett a 4 × 100 méteres gyorson, ezüstérmes lett a 4 × 100 méteres vegyes váltóval és a vegyes 4 × 100 méteres vegyes váltóval, míg a vegyes 4 × 100 méteres gyors döntőjében bronzérmes lett. 2018 októberében, a 18 esztendős orosz úszó a Buenos Airesben rendezett nyári ifjúsági olimpiát hat arannyal (50, 100 és 200 m hát, 4 × 100 méteres gyors és vegyes, vegyes 4 × 100 méteres gyors) és egy, a vegyes 4 × 100 méteres vegyes váltóval megszerzett ezüstéremmel zárta. Az év végén, a kínai Hangcsouban megrendezett rövid pályás úszó-világbajnokság ugyancsak eredményesen zárul számára, hiszen 7 éremmel sikerült azt lezárnia. Junior világrekorddal az első helyen végzett a 100 m vegyes úszás fináléjában, és megszerezte az aranyérmet a 4 × 50 méteres vegyes váltóval is. Kétszer lépett fel a dobogó második (4 × 50 m és 4 × 100 m gyors, 4 × 100 m vegyes) és két alkalommal pedig a harmadik fokára (100 m hát, vegyes 4 × 50 m vegyes). A férfiak 50 méteres hátúszásának döntőjében junior világrekordot úszott, a 22,77-s ideje így is csak a 4. helyre lett elegendő.
2019-ben, a dél-koreai Kvangdzsuban rendezett úszó-vb-n ezüstérmes lett a férfi 4 x 100 méteres gyorsváltóval, majd férfi 50 méter háton – a legjobb idővel döntőbe jutva – bronzérmet szerzett, akárcsak a 4 × 100-as vegyes váltóval. A skóciai Glasgow-ban rendezett rövid pályás úszó-Európa-bajnokságon hat alkalommal állhatott fel a dobogó legfelső fokára (az 50 és 100 méter hát, a 100 méter vegyes, a 4 × 50 méteres gyors- és vegyes váltó, illetve a vegyes 4 × 50 méteres vegyes váltó fináléját követően, úgy  hogy 
a 4 × 50 méteres vegyes váltóban Európa-bajnoki rekordot úszót (22,64), míg a vegyes 4 × 50 méteres vegyes váltó világrekordot felállítva (1:36,22) diadalmaskodott.